# Guelph Platers
Die Guelph Platers waren eine kanadische Eishockeymannschaft aus Guelph, Ontario. Das Team spielte von 1982 bis  1989 in einer der drei höchsten kanadischen Junioren-Eishockeyligen, der Ontario Hockey League (OHL).

## Geschichte
Die Guelph CMC’s, die in der Southern Ontario Junior A Hockey League (SOJHL) aktiv waren, wurden 1975 von der Familie Holody gekauft, welche das Franchise zunächst in Guelph Holody Platers umbenannten und es weitere zwei Jahre in der SOJHL spielen ließen. Nachdem die Liga 1977 aufgelöst worden war, schloss sich Guelph zusammen mit einer weiteren Mannschaft der Ontario Hockey Association Junior „A“ League an, in der sie die folgenden fünf Jahre vertreten waren.
Vor der Saison 1983/83 wurden die Platers in die Ontario Hockey League aufgenommen, nachdem ihr Anliegen in den Vorjahren mehrfach abgelehnt worden war. Nachdem sie in ihren ersten drei OHL-Spielzeiten jeweils die Playoffs verpassten, gewannen die Guelph Platers in der Saison 1985/86 zunächst den J. Ross Robertson Cup, als sie sich im Finale gegen die Belleville Bulls durchsetzten. Daraufhin qualifizierte sich die Mannschaft für den Memorial Cup, den sie ebenfalls gewann. Im Finale schlug Guelph die Hull Olympiques mit 5:2. Anschließend kamen die Platers jedoch nicht mehr über die erste Playoff-Runde hinaus, so dass das Franchise 1989 nach Owen Sound, Ontario, umgesiedelt wurde, wo es fortan als Owen Sound Platers in der OHL aktiv war.

## Ehemalige Spieler
Folgende Spieler, die für die Guelph Platers aktiv waren, spielten im Laufe ihrer Karriere in der National Hockey League: 
| - Brian Bradley - Paul Brydges - Steve Chiasson - Adam Creighton - Dan Gratton - Steve Guenette - Craig Hartsburg | - Brian Hayward - Todd Hlushko - Kerry Huffman - Denis Larocque - Guy Larose - Lonnie Loach - Grant Martin | - John McIntyre - Kirk Muller - Mike Murray - Gary Roberts - Warren Rychel - David Shaw - Doug Shedden | - Trevor Stienburg - Sean Whyte - Rob Zamuner |

## Team-Rekorde

### Karriererekorde
Spiele: 243  Paul Brydges
Tore: 115  Lonnie Loach
Assists: 160  Rob Arabski
Punkte: 241  Rob Arabski
Strafminuten: 488  Kevin Hopkins